# Ho Yen-chih
Ho Yen-chih (chiń. trad. 何彥池; pinyin Hé Yànchí; ur. 26 listopada 1987 w Miaoli) – tajwańska siatkarka grająca na pozycji przyjmującej. Obecnie występuje w drużynie Taiwan Power.